# Новопольский сельский совет (Криворожский район)
Новопольский сельский совет (укр. Новопільська сільська рада) — входит в состав Криворожского района Днепропетровской области Украины.
Административный центр сельского совета находится в селе Новополье.

## История
Первоначально назывался Новоукраинский сельский совет по названию села Новополье в то время. В состав входили: посёлок Александровка, хутора Вольный Посад, Зёленый Луг, Златополь, Новомайское, Новосёловка, Чапаевка, Червоные Поды, посёлок железнодорожного разъезда Коломийцево, Лесопитомник.

## Населённые пункты совета
- с. Новополье
- с. Златополь
- с. Золотая Поляна
- с. Днепровка
- с. Коломийцево
- пос. Лесопитомник
- с. Новомайское
- с. Степовое
- с. Червоные Поды